# Héctor Castro
Héctor Castro (Montevideo, 1904. november 29. – Montevideo, 1960. szeptember 15.), olimpiai és világbajnok uruguayi válogatott labdarúgó.
Az uruguayi válogatott tagjaként részt vett az 1930-as világbajnokságon, az 1928. évi nyári olimpiai játékokon illetve az 1926-os, az 1927-es, az 1929-es és az 1935-ös Dél-amerikai bajnokságon.

## Sikerei, díjai

### Játékosként
Nacional
- Uruguayi bajnok (3): 1924, 1933, 1934

Uruguay
- Világbajnok (1): 1930
- Dél-amerikai bajnok (2): 1926, 1935
- Olimpiai bajnok (1): 1928

### Edzőként
Nacional
- Uruguayi bajnok (5): 1940, 1941, 1942, 1943, 1952